# Departamento de Rancagua
| Departamento de Rancagua  | Departamento de Rancagua                             |
| ------------------------- | ---------------------------------------------------- |
| Cabecera:                 | Rancagua                                             |
| Superficie:               | km²                                                  |
| Habitantes:               | hab                                                  |
| Densidad:                 | hab/km²                                              |
| Comunas/ Subdelegaciones: | - Rancagua - Machalí - Graneros - Mostazal - Doñihue |
| Ubicación                 |                                                      |
|                           |                                                      |

| Departamento de Rancagua | Departamento de Rancagua |
| ------------------------ | --- |
| Cabecera:                | Melipilla |
| Superficie:              | km² |
| Habitantes:              | hab |
| Densidad:                | hab/km² |
| Subdelegaciones:         | - 1a, San Francisco - 2a, La Merced - 3a, Pueblo de Naturales - 4a, Machalí - 5a, Las Chacras - 6a, Las Hijuelas - 7a, La Compañía - 8a, Codegua - 9a, La Angostura - 10a, Doñihue - 11a, Lo Miranda |
| Municipalidades:         | - capital departamental: - Rancagua - otras municipalidades (1891) - Graneros (1891) - San Francisco (1891) - Doñihue (1891) - Machalí (1891)                                                        |
| Ubicación                | |
|                          | |

El Departamento de Rancagua es una antigua división territorial de Chile, que pertenecía a la Provincia de Santiago. La cabecera del departamento fue Rancagua. Fue creado sobre la base del antiguo Partido de Rancagua. El 10 de diciembre de 1883
, se crea la provincia de O'Higgins, se crea el Departamento de Maipo y el Departamento de Cachapoal a partir de la división del antiguo departamento de Rancagua y se segregan 10 subdelegaciones del antiguo departamento de Rancagua pasando al Departamento de Melipilla (las correspondientes a las subdelegaciones de 1889: 10a, Chocalán; 11a, Codegua; 12a, San Pedro; 13a, Loica; 14a, Santo Domingo; 15a, Bucalemu; 16a, Quilamuta; 17a, Carén; 18a, Alhué y 19a, El Asiento). 
El 30 de diciembre de 1927, con el DFL 8582, se suprime la Provincia de O'Higgins y el departamento es incorporado a la Provincia de Colchagua. También cambian los límites del departamento. 
Así, el artículo 2° del DFL 8582 señala: 
"Art. 2.o Los departamentos tendrán por límites los fijados por el decreto-ley número 354, de 17 de marzo de 1925, y sus actuales cabeceras, con las modificaciones siguientes, además de las arriba indicadas:"
"El departamento de Rancagua estará formado por el territorio del actual departamento de este nombre, por el de las antiguas subdelegaciones 5.a Idahue, 6.a Coltauco, 7.a Almendro y 8.a Parral, del actual departamento de Cachapoal, y por la parte del actual departamento de Caupolicán, que queda comprendida dentro de la hoya hidrográfica del alto río Cachapoal, aguas arriba de su confluencia con el río Claro; "
Con el DFL 8583, se divide el Departamento en comunas-subdelegaciones de acuerdo a los límites establecidos en este decreto con fuerza de ley. 
Luego, se restituye la Provincia de O'Higgins y el departamento vuelve a formar parte de ella.

## Límites
El Departamento de Rancagua limitaba:
- al norte con el Departamento de La Victoria y Departamento de Melipilla, y en 1883 por el Departamento de Maipo
- al oeste con el río Rapel y el Departamento de San Fernando, y en 1883, por el Departamento de Cachapoal.
- al sur con el río Cachapoal y el Departamento de Caupolicán.
- Al este con la Cordillera de los Andes, y el Departamento de La Victoria, y desde 1883 con el Departamento de Maipo.

Desde 1928 el Departamento de Rancagua limitaba:
- al norte con el Departamento de Maipo.
- al oeste con el Departamento de Cachapoal.
- al sur con el Departamento de Caupolicán.
- Al este con la Cordillera de Los Andes y el Departamento de Maipo.

## Administración
La Ilustre Municipalidad de Rancagua se encargaba de la administración local del departamento, con sede en Rancagua, en donde se encontraba la Gobernación Departamental.
Con el Decreto de Creación de Municipalidades del 22 de diciembre de 1891, se crea las siguientes municipalidades, con su sede y cuyo territorio es la subdelegación detallada a continuación:
| Municipalidad Sede | Subdelegaciones         |
| ------------------ | ----------------------- |
| Rancagua           | 1a, San Francisco       |
| Rancagua           | 2a, La Merced           |
| Rancagua           | 6a, Las Hijuelas        |
| Machalí Curacaví   | 3a, Pueblo de Naturales |
| Machalí Curacaví   | 4a, Machalí             |
| Machalí Curacaví   | 5a, Las Chacras         |
| Graneros           | 7a, La Compañía         |
| Graneros           | 8a, Codegua             |
| San Francisco      | 9a, La Angostura        |
| Doñihue            | 10a, Doñihue            |
| Doñihue            | 11a, Miranda            |

El decreto 2311 publicado el 8 de mayo de 1925 creó la comuna de Codegua.
En 1927 con el DFL 8582 se modifica la composición del departamento, y con el DFL 8583 se definen las nuevas subdelegaciones y comunas, que entran en vigor el año 1928.

## Subdelegaciones
Hacia 1871, el Departamento estaba compuesto por las siguientes subdelegaciones:
| Subdelegación   | Distrito |
| --------------- | -------- |
| 1.ª,            | 1°       |
| 1.ª,            | 2°       |
| 1.ª,            | 3°       |
| 1.ª,            | 4°       |
| 1.ª,            | 5°       |
| 2.ª,            | 1°       |
| 2.ª,            | 2°       |
| 2.ª,            | 3°       |
| 2.ª,            | 4°       |
| 3.ª,            | 1°       |
| 3.ª,            | 2°       |
| 4.ª,            | 1°       |
| 4.ª,            | 2°       |
| 4.ª,            | 3°       |
| 4.ª,            | 4°       |
| 5.ª,            | 1°       |
| 5.ª,            | 2°       |
| 5.ª,            | 3°       |
| 5.ª,            | 4°       |
| 6.ª,            | 1°       |
| 6.ª,            | 2°       |
| 6.ª,            | 3°       |
| 7.ª,            | 1°       |
| 7.ª,            | 2°       |
| 7.ª,            | 3°       |
| 8.ª,            | 1°       |
| 8.ª,            | 2°       |
| 9.ª,            | 1°       |
| 9.ª,            | 2°       |
| 10.ª,           | 1°       |
| 10.ª,           | 2°       |
| 11.ª,           | 1°       |
| 11.ª,           | 2°       |
| 12.ª,           | 1°       |
| 12.ª,           | 2°       |
| 13.ª,           | 1°       |
| 13.ª,           | 2°       |
| 14.ª,           | 1°       |
| 14.ª,           | 2°       |
| 14.ª,           | 3°       |
| 14.ª,           | 4°       |
| 15.ª,           | 1°       |
| 15.ª,           | 2°       |
| 16.ª,           | 1°       |
| 16.ª,           | 2°       |
| 17.ª,           | 1°       |
| 17.ª,           | 2°       |
| 18.ª,           | 1°       |
| 18.ª,           | 2°       |
| 19.ª,           | 1°       |
| 19.ª,           | 2°       |
| 19.ª,           | 3°       |
| 20.ª,           | 1°       |
| 20.ª,           | 2°       |
| 21.ª,           | 1°       |
| 21.ª,           | 2°       |
| 21.ª,           | 3°       |
| 22.ª,           | 1°       |
| 22.ª,           | 2°       |
| 22.ª,           | 3°       |
| 22.ª,           | 4°       |
| 23.ª,           | 1°       |
| 23.ª,           | 2°       |
| 23.ª,           | 3°       |
| 23.ª,           | 4°       |
| 24.ª,           | 1°       |
| 24.ª,           | 2°       |
| 24.ª,           | 3°       |
| 25.ª,           | 1°       |
| 25.ª,           | 2°       |
| 25.ª,           | 3°       |
| 26ª,            | 1°       |
| 26ª,            | 2°       |
| 26ª,            | 3°       |
| 26ª,            | 4°       |
| 27ª,            | 1°       |
| 27ª,            | 2°       |
| 27ª,            | 3°       |
| 27ª,            | 4°       |
| 28ª,            | 1°       |
| 28ª,            | 2°       |
| 28ª,            | 3°       |
| 28ª,            | 4°       |
| 29ª,            | 1°       |
| 29ª,            | 2°       |
| 29ª,            | 3°       |
| 30ª,            | 1°       |
| 30ª,            | 2°       |
| 31ª,            | 1°       |
| 31ª,            | 2°       |
| 31ª,            | 3°       |
| 31ª,            | 4°       |
| 31ª,            | 5°       |
| 31ª,            | 6°       |
| 32ª, Santa Rita | 1°       |
| 32ª, Santa Rita | 2°       |
| 32ª, Santa Rita | 3°       |

Elaborado a partir de: Anuario Estadístico de la República de Chile correspondiente a los años 1870 y 1871, 1871, Imprenta Nacional, Santiago, Chile.
Las subdelegaciones, cuyos límites asigna el decreto del 7 de noviembre de 1885, son las siguientes:
- 1a, San Francisco
- 2a, La Merced
- 3a, Pueblo de Naturales
- 4a, Machalí
- 5a, Las Chacras
- 6a, Las Hijuelas
- 7a, La Compañía
- 8a, Codegua
- 9a, La Angostura
- 10a, Doñihue
- 11a, Lo Miranda

## Comunas y Subdelegaciones (1927)
De acuerdo al DFL 8583 del 30 de diciembre de 1927, en el Departamento de Melipilla se crean las comunas y subdelegaciones con los siguientes territorios:
- Rancagua.- Comprende las antiguas subdelegaciones: 1.a, San Francisco; 2.a, La Merced; 5.a, Las Chacras, y 6.a, Las Hijuelas.
- Machalí.- Comprende las antiguas subdelegaciones: 3.a, Pueblo de Naturales, y 4.a, Machalí, y la parte del antiguo departamento de Caupolicán, que ha quedado comprendido dentro de los límites del departamento de Rancagua.
- Graneros.- Comprende las antiguas subdelegaciones: 7.a, La Compañía, y 8.a, Codegua.
- Mostazal.- Comprende la antigua subdelegación 9.a, La Angostura.
- Doñihue.- Comprende las antiguas subdelegaciones: 10.a, Doñihue, y 11.a, Lo Miranda y las antiguas subdelegaciones: 5.a, Idahue; 6.a, Coltauco; 7.a, Almendro, y 8.a, Parral, del antiguo departamento de Cachapoal.

En 1968, se crea la comuna de Codegua, de acuerdo a la Ley N°16.981 del 15 de octubre de ese mismo año.